# Paul Heyne
Paul Heyne (1872. március 14. – ?) német nemzetközi labdarúgó-játékvezető.

## Pályafutása

### Labdarúgóként
Játékosként a BTuFC Viktoria 1889 Berlin alapító tagja.

### Labdarúgó-játékvezetőként

#### Nemzeti játékvezetés
Határozottságának, szabályismeretének köszönhetően a 20. század elején felkérték több nemzetek közötti válogatott és klubmérkőzést vezetésére.

#### Nemzetközi játékvezetés
A Német labdarúgó-szövetség Játékvezető Bizottsága (JB) 1906-ban terjesztette fel nemzetközi játékvezetőnek, a Nemzetközi Labdarúgó-szövetség (FIFA) bíróinak keretébe. Több nemzetek közötti válogatott és klubmérkőzést vezetett.

## Magyar vonatkozás
| Időpont          | Helyszín            | Mérkőzés típusa        | Mérkőzés                | Eredmény | Nézők száma |
| ---------------- | ------------------- | ---------------------- | ----------------------- | -------- | ----------- |
| 1906. október 7. | Slavia pálya, Prága | 9. barátságos mérkőzés | Magyarország–Csehország | 4 : 4    | 6 000       |